# Tequan Richmond
Tequan Richmond (Burlington, 30 ottobre 1992) è un attore statunitense.
Noto per il ruolo di Drew Rock nella sit-com Tutti odiano Chris e di TJ Ashford nella soap opera General Hospital.
Nel marzo 2003, Richmond portò a termine The Henry Lee Project, prodotto da Aaron Spelling.
Tequan avrebbe voluto che il ruolo di Henry Lee fosse stato recitato dal fratello maggiore Andrew Lee piuttosto che da Danny Glover.
Nel 2004, Richmond interpretò Ray Charles all'età di circa 10 anni nello sceneggiato televisivo americano Ray, teso a commemorare il leggendario cantante Ray Charles.
Il giovane attore può essere visto reclamizzare in televisione il famoso detersivo americano Tide (brand); inoltre egli è molto amico della compagna attrice Paige Hurd nella sit-com Tutti odiano Chris, dove Richmond ha il ruolo di Drew.
Nel videoclip del singolo Hate It or Love It di 50 Cent e The Game, interpreta il giovane rapper losangelino nella sua infanzia a Compton.
Richmond appare su riviste americane come Sports Illustrated, Reader's Digest, Newsweek, National Geographic e sulle confezioni della Nestlé per pubblicizzare vari prodotti.
È anche uno dei sei ospiti dello spettacolo americano per bambini Toon Disney e recita occasionalmente nei telefilm Cold Case, E.R. - Medici in prima linea, CSI - Scena del crimine e nello show americano Mad TV. Dal 2012 al 2018 è TJ Ashford nella soap opera General Hospital. Nel 2019, recita nella serie Boomerang, adattamento televisivo del film Il principe delle donne.

## Filmografia

### Cinema
- Ray, regia di Taylor Hackford (2004)
- La profezia di Celestino (The Celestine Prophecy), regia di Armand Mastroianni (2006)
- Blue Caprice, regia di Alexandre Moors (2013)
- House Party - La grande festa (House Party: Tonight's the Night), regia di Darin Scott (2013)

### Televisione
- E.R. - Medici in prima linea (ER) – serie TV, episodio 9x01 (2002)
- CSI - Scena del crimine (CSI: Crime Scene Investigation) – serie TV, episodio 3x16 (2003)
- MADtv – sketch comedy, episodio 9x11 (2003)
- Cold Case - Delitti irrisolti (Cold Case) – serie TV, episodio 1x22 (2004)
- The Shield – serie TV, episodio 4x03 (2005)
- Squadra Med - Il coraggio delle donne (Strong Medicine) – serie TV, episodio 6x03 (2005)
- Tutti odiano Chris (Everybody Hates Chris) – serie TV, 88 episodi (2005-2009)
- Numb3rs – serie TV, episodio 4x14 (2008)
- Weeds – serie TV, episodio 5x01 (2009)
- Detroit 1-8-7 – serie TV, episodio 1x09 (2010)
- Private Practice – serie TV, episodio 4x17 (2011)
- Memphis Beat – serie TV, episodio 2x07 (2011)
- General Hospital – soap opera (2012-2018)
- Boomerang – serie TV (2019-in corso)

## Doppiatori italiani
Nelle versioni in italiano delle opere in cui ha recitato, Tequan Richmond è stato doppiato da:
- Alessio Puccio in Private Practice
- Simone Lupinacci in House Party - La grande festa
- Lorenzo De Angelis in Tutti odiano Chris